# Кель-Терский аильный округ
Кель-Терский аильный округ (аймак) — административная единица в Тонском районе Иссык-Кульской области Кыргызстана.
Код COATE — 41702 225 806 00 0

## Население
По данным переписи 2022 года, в аильном округе проживало 5 505 человек.

## Административное деление
В состав Кель-Терского аильного округа ныне входят населённые пункты:
- Тогуз-Булак
- Кёль-Тёр
- Конур-Олён

## Примечание
1. ↑  Государственный классификатор система обозначений объектов административно-территориальных и территориальных единиц Кыргызской республики. Архивная копия от 18 марта 2018 на Wayback Machine — Бишкек: Национальный статистический комитет Кыргызской республики, 2017.
2. ↑  Численность населения областей, районов, городов,поселков городского типа, айылных аймаков и айылов (сел) Кыргызской Республики Архивная копия от 10 ноября 2021 на Wayback Machine (на 2022 год).